# 岩ちか
岩 ちか（いわ ちか、8月3日 - ）は、日本の漫画家。北海道出身。血液型B型。デビュー作は『キライ歌（そんぐ）』。

## 略歴
- 総合学園ヒューマンアカデミー札幌校卒業[3]。
- 2011年 - 第75回マーガレットNEWまんがゼミナール入選受賞。受賞作である『キライ歌（そんぐ）』でデビューした[2]。
- 2013年 - 3月7日、札幌駅前通地下歩行空間にてサイン会とライブドローイングを開催[4]。
- 2015年 - 『婚約生』は、『マーガレット』7号から9号で開催された読者が続きを読みたい作品に投票する「新連載はこれがイイネ!チャレンジ!!」企画にエントリーされ[5]、読者の支持を得て連載の権利を獲得し同年13号から[6][7]2016年8号まで連載された[8][9]。

## 作品リスト
特記する作品以外、全て集英社、マーガレットコミックスから刊行されている。
- こんな初恋（2012年11月22日発売[10]、『マーガレット』2012年15号[11] - 17号、ISBN 978-4-08-846856-3、全1巻）
  - キライ歌（そんぐ）（『ザ マーガレット』2011年6月号、デビュー作）
  - 君だるま。（『ザ マーガレット』2012年2月号）
  - あのお方の短所（『マーガレット』2011年22号別冊ふろく『俺惚 俺に惚れろ!』）
  - 君を守る花（『マーガレット』2012年19号）
  - おみくじのうそつき（『マーガレット』2012年3・4合併号）
- cue -初恋短編集-（2014年5月23日発売[12]、ISBN 978-4-08-845210-4）
  - cue（『ザ マーガレット』2014年4月号）
  - シャイんカップル（『ザ マーガレット』2013年12月号）
  - 吉との遭遇（『ザ マーガレット』2011年12月号）
- 婚約生（2015年 - 2016年、全3巻）
- シュシュ恋[注 1]（2016年 - 2017年、全2巻）
  1. 2016年12月22日発売[13]、『マーガレット』2016年18号[14] - 23号、ISBN 978-4-08-845682-9
    - こんな初恋 番外編（『マーガレット』2012年24号）

  2. 2017年4月25日発売[15]、『マーガレット』2016年24号 - 2017年8号[16]、ISBN 978-4-08-845744-4
    - シュシュ恋劇場[注 2]（描き下ろし）
- Jewelry-はねと小鳥の素晴らしき日々-（2017年 - 2018年、全2巻）
  1. 2017年11月24日発売[17][18]、『マーガレット』2017年18号[19] - 23号、ISBN 978-4-08-845861-8
    - トレジャーハンターはね[注 3]（描きおろし）
    - おまけ4コマ[注 4]（描きおろし）

  2. 2018年3月23日発売[20]、『マーガレット』2017年24号 - 2018年7号[21]、ISBN 978-4-08-844006-4
    - おまけ4コマ[注 5]（描きおろし）
- 無口な梨本くんの心の声が甘すぎる（原作：丸井とまと、作画：岩ちか、『noicomi』2022年Vol.82[22][23] - Vol.108[24]）※スターツ出版、単行本は電子書籍限定[25]

### イラスト
- 高嶺の花占い[26][27]（『マーガレット』2016年14号別冊ふろく『高嶺の花占い』）
- 幼なじみとナイショの恋。（2019年8月25日発売[28][29]、スターツ出版、著者：ひなたさくら、野いちご文庫、ISBN 978-4-8137-0748-6）
- 私の世界を変えてくれた君へ。（2019年10月25日発売[30][31]、スターツ出版、著者：なぁな、野いちご文庫、ISBN 978-4-8137-9036-5）
- ないしょのウサギくん（2020年1月9日発売[32][33]、ポプラ社、著者：時羽絋、ポケット・ショコラ、ISBN 978-4-591-16491-4）
- あなたがくれたスパークル（2021年12月8日発売[34][35][36]、ポプラ社、著者：清谷ロジィ、ポプラキミノベル、ISBN 978-4-591-17198-1）
- 推しトモ!（2022年1月17日発売[37][38]、PHP研究所、著者：吉田桃子、カラフルノベル、ISBN 978-4-569-88035-8）

### 単行本未収録作品
- てれてれのキス（『マーガレット』2011年21号別冊ふろく『みんなのキス』）
- 楽恋（たのこい）（『マーガレット』2012年5号）
- 桃の一歩[39][注 6][40]（『マーガレット』2012年9号別冊ふろく『新連載を決めるのは、君だ!!』）
- クリスマスマイル（『マーガレット』2012年23号）
- いつもよこがお（『マーガレット』2013年1号 - 2号）
- 顔が好き（『マーガレット』2013年13号 - 15号）
- アイス ハピネス（『マーガレット』2014年11号[41] - 14号[42]）
- 放課後シアター[注 7]（『マーガレット』2014年20号 - 2015年2号[43]）
- ハートドラッグストア[44]（『ザ マーガレット』2016年8月号）
- Jewelry-はねと小鳥の素晴らしき日々-[45]（『ザ マーガレット』2017年8月号）
- Cry Bride Cry[46]（『ザ マーガレット』2018年8月号）
- 初恋グラフィー[47][48]（『マーガレット』2019年3・4合併号）
- 高嶺の花宮くんとぼっちな彼女（原作：丸井とまと、作画：岩ちか、『noicomi』2024年Vol.128[49] - ）

## 関連人物
- 南谷郁[50][51][52][53] - アシスタント経験者。